# Villevere
Villevere är en ort i Estland. Den ligger i Türi kommun och landskapet Järvamaa, i den centrala delen av landet, 100 km söder om huvudstaden Tallinn. Villevere ligger 57 meter över havet och antalet invånare är 133.
Terrängen runt Villevere är mycket platt. Runt Villevere är det glesbefolkat, med 9 invånare per kvadratkilometer. Närmaste större samhälle är Türi, 18,2 km norr om Villevere. Omgivningarna runt Villevere är en mosaik av jordbruksmark och naturlig växtlighet.